# العلاقات المارشالية الشمال مقدونية
العلاقات المارشالية الشمال مقدونية هي العلاقات الثنائية التي تجمع بين جزر مارشال وشمال مقدونيا.

## مقارنة بين البلدين
هذه مقارنة عامة ومرجعية للدولتين:
| وجه المقارنة                                              | جزر مارشال                     | شمال مقدونيا                                               |
| --------------------------------------------------------- | ------------------------------ | ---------------------------------------------------------- |
| المساحة (كم2)                                             | 181                            | 25.71 ألف                                                  |
| عدد السكان (نسمة)                                         | 53.13 ألف                      | 2.08 مليون                                                 |
| الكثافة السكانية (ن./كم²)                                 | 29.35 ألف                      | 80.9                                                       |
| العاصمة                                                   | ماجورو                         | إسكوبية                                                    |
| اللغة الرسمية                                             | لغة إنجليزية، اللغة المارشالية | اللغة المقدونية، اللغة الألبانية                           |
| العملة                                                    | دولار أمريكي                   | دينار مقدوني                                               |
| الناتج المحلي الإجمالي (بليون دولار)                      | 199.40 مليون                   | 11.34 مليار                                                |
| الناتج المحلي الإجمالي (تعادل القوة الشرائية) بليون دولار | 207.25 مليون                   | 29.26 مليار                                                |
| الناتج المحلي الإجمالي الاسمي للفرد دولار أمريكي          | 3.38 ألف                       | 4.85 ألف                                                   |
| الناتج المحلي الإجمالي للفرد دولار أمريكي                 | 3.80 ألف                       | 16.25 ألف                                                  |
| مؤشر التنمية البشرية                                      |                                | 0.747                                                      |
| رمز المكالمات الدولي                                      | +692                           | +389                                                       |
| رمز الإنترنت                                              | .mh                            | .mk                                                        |
| المنطقة الزمنية                                           | ت ع م+12:00                    | توقيت وسط أوروبا، ت ع م+01:00، ت ع م+02:00، أوروبا/سكوبيه ‏ |

## منظمات دولية مشتركة
يشترك البلدان في عضوية مجموعة من المنظمات الدولية، منها:
| علم المنظمة | اسم المنظمة                   | تاريخ انضمام جزر مارشال | تاريخ انضمام شمال مقدونيا |
| ----------- | ----------------------------- | ----------------------- | ------------------------- |
|             | البنك الدولي للإنشاء والتعمير | 21 مايو 1992            | 25 فبراير 1993            |
|             | يونسكو                        | 30 يونيو 1995           | 28 يونيو 1993             |
|             | الاتحاد الدولي للاتصالات      | 22 فبراير 1996          | 4 مايو 1993               |
|             | مؤسسة التمويل الدولية         | 23 سبتمبر 1992          | 25 فبراير 1993            |
|             | منظمة الشرطة الجنائية الدولية | ?                       | ?                         |
|             | الأمم المتحدة                 | 17 سبتمبر 1991          | 8 أبريل 1993              |
|             | مؤسسة التنمية الدولية         | 19 يناير 1993           | 25 فبراير 1993            |
|             | منظمة حظر الأسلحة الكيميائية  | ?                       | ?                         |